# Arto Satonen
Arto Olavi Satonen (ur. 20 października 1966 w Vammali) – fiński polityk, wykładowca, działacz sportowy i samorządowy, poseł do Eduskunty, od 2023 do 2025 minister pracy.

## Życiorys
W 1989 ukończył szkołę handlową, w 1997 uzyskał magisterium z nauk społecznych na Uniwersytecie Lapońskim. Kształcił się również w zakresie ekonomii i polityki na University of Cambridge. Prowadził własną działalność gospodarczą w gastronomii i w sektorze nieruchomości, zajmował się też dziennikarstwem. Zaangażował się w działalność polityczną w ramach Partii Koalicji Narodowej, w 1997 został sekretarzem jej klubu poselskiego do spraw polityki gospodarczej. Pracował później jako wykładowca w szkołach technicznych.
Od 1997 wybierany na radnego rodzinnej miejscowości, w 2009 włączonej w struktury nowo utworzonej gminy Sastamala. Uzyskiwał następnie mandat radnego tej gminy. W latach 2001–2004 pełnił funkcję przewodniczącego rady miejskiej. Był przewodniczącym fińskiej federacji szachowej (2004–2007) oraz krajowego związku piłki siatkowej (2012–2014). W 2019 został przewodniczącym rady fińskiego nadawcy publicznego Yle.
W 2003 po raz pierwszy wybrany na deputowanego do Eduskunty. Z powodzeniem ubiegał się o poselską reelekcję w wyborach w 2007, 2011, 2015, 2019 i 2023. Obejmował funkcje przewodniczącego frakcji poselskiej swojego ugrupowania oraz wiceprzewodniczącego fińskiego parlamentu.
W czerwcu 2023 objął urząd ministra pracy w rządzie Petteriego Orpa, który sprawował do maja 2025.